# Colònia Sedó
La Colònia Sedó és una colònia tèxtil del riu Llobregat que es troba al terme d'Esparreguera (Baix Llobregat). Està formada per diverses naus, xemeneies, un aqüeducte, cases pels treballadors i una església amb escola. Són construccions senzilles i funcionals, de pedra i maó amb teulada a dues aigües. Les xemeneies conservades tenen diverses formes com una rectangular o altre helicoidal. Es conserva la Turbina Planas de 1400 CV. L'edifici, inclòs en l'Inventari del Patrimoni Arquitectònic de Catalunya, actualment acull el Museu de la Colònia Sedó.

## Història
L'any 1846 va ser inaugurada per Miquel Puig i Catasús la primera fàbrica tèxtil amb el nom de Can Broquetes. A la colònia s'hi va fer el primer pont entre els municipis d'Esparreguera i Olesa de Montserrat, el qual va durar una setmana. Posteriorment s'hi va construir el pont de la Palanca, que va substituir una antiga barcassa que travessava el riu. Durant la Guerra Civil aquest pont penjant va ser l'únic que comunicava les dues poblacions.
A la mort de Miquel Puig, l'any 1863, el substituirà el seu fill, Josep Puig i Llagostera, que iniciarà la construcció d'habitatges per als treballadors, ampliarà la fàbrica i projectarà diferents obres de desenvolupament i creixement (entre les quals, la famosa resclosa del Cairat) que no podrà portar a terme a causa de la seva mort prematura. Serà el seu administrador i substitut, Antoni Sedó Pàmies, el que culminarà el procés de creixement i formació de la colònia industrial que portarà el seu nom, el que desenvoluparà tot el procés de producció tèxtil (filats, teixits i acabats) i el que especialitzarà l'empresa en la fabricació de teixits de cotó de pana. Al mateix temps, Antoni Sedó engrandirà la colònia obrera amb nous habitatges per als treballadors i les seves famílies, i amb la instal·lació de botigues, escoles, església, dispensari, cinema, casino, etc. Després de la Guerra Civil (1936-1939), s'arriba al màxim creixement de la colònia obrera. Va arribar a ser la colònia tèxtil més gran de Catalunya i d'Espanya, i la icona de les colònies del Llobregat. En el moment de màxima esplendor hi treballaven 2000 persones. S'inicien, però, els primers símptomes de crisi que s'incrementaran a partir del començament dels anys 1970; la greu crisi del sector tèxtil culminarà l'any 1980 amb el tancament de la fàbrica i la reducció progressiva de l'ocupació dels habitatges obrers.
Actualment la Colònia Sedó s'ha convertit en un important polígon industrial on tenen cabuda diferents empreses i activitats industrials.

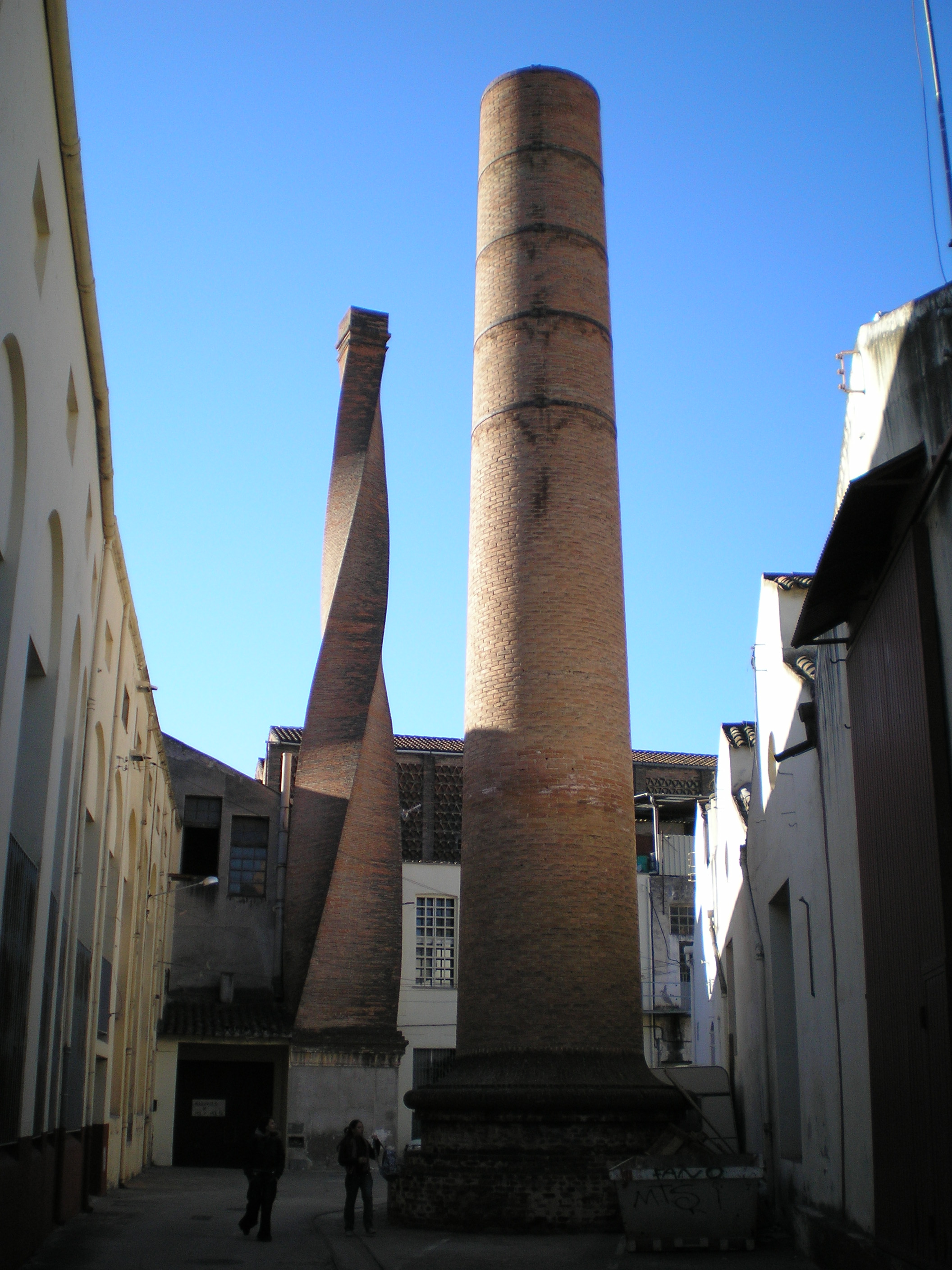
Xemeneies de la fàbrica

A la part industrial de la colònia Sedó hi ha diverses empreses i el Museu de la Colònia Sedó, que forma part del Museu de la Ciència i de la Tècnica de Catalunya. Actualment a la sala de la turbina es mostra la maqueta de la colònia on es presenta la seva història mitjançant un muntatge de llum i so. Dins el tub de conducció de l'aigua es projecta un audiovisual en tres dimensions. La visita es completa amb una explicació del sistema energètic que inclou el soterrani de la primera turbina.
Molts dels estudis relacionats amb la Colònia han sortit de la mà de la historiadora Gràcia Dorel-Ferré.

## Descripció

### L'energia hidràulica
A gairebé totes les colònies industrials de Catalunya l'energia utilitzada era la produïda per la força de l'aigua del riu proper: la proximitat d'aquesta font d'energia esdevenia una de les seves principals causes de la seva localització. A la Colònia Sedó, la principal font d'energia era la força que proporcionava l'aigua del riu Llobregat que movia les diferents turbines que van instal·lar-se dins de la fàbrica. Abans, però, i originàriament, la fàbrica funcionava mitjançant una roda de calaixos la qual feia girar una gran politja amb cordes. Aquestes cordes anaven connectades a altres rodes més petites i aquestes a les màquines. Aquest sistema de transmissió de l'energia mecànica es coneix com a sistema d'embarrats.
Ben aviat, però, es va substituir la roda de calaixos per una petita turbina que aprofitava molt millor tota la força de l'aigua, mantenint-se, però, els embarrats. Al llarg de la segona meitat del segle xix la fàbrica anava creixent; per poder-la fer funcionar també creixia la demanda d'energia, ja que l'antiga resclosa de Broquetes esdevenia insuficient per a les dimensions de la fàbrica. Per aquest motiu, i també pel fet que el Llobregat no és pas un riu amb un cabal gaire gran d'aigua ni massa regular, l'energia hidràulica inicial haurà de completar-se amb la construcció d'una segona resclosa més amunt de la de Broquetes, la instal·lació d'una gran turbina i, també, de forma puntual, la utilització de l'energia del vapor.
Aquesta nova resclosa va construir-se a l'engorjat del Cairat l'any 1878, a més de quatre quilòmetres riu amunt de la Colònia Sedó, juntament amb una primera central hidroelèctrica coneguda com a Peu de Presa. Per fer arribar l'aigua del Llobregat, recollida al Cairat, es va construir un canal soterrat i un aqüeducte de grans dimensions que acaba de forma parabòlica per tal d'aconseguir un desnivell de més de 30 metres d'alçada i la força suficient de l'aigua per poder moure les pales de la turbina Planas.
Amb l'aigua sobrant, a través d'un complex tramat de dipòsits, canals i túnels soterrats, es feien moure altres petites turbines aconseguint una parcial autosuficiència energètica de la Colònia; a través d'aquest espectacular i complex sistema hidràulic que encara avui podem veure, s'arribava a aprofitar fins a l'última gota d'aigua del riu Llobregat.

### La turbina hidràulica

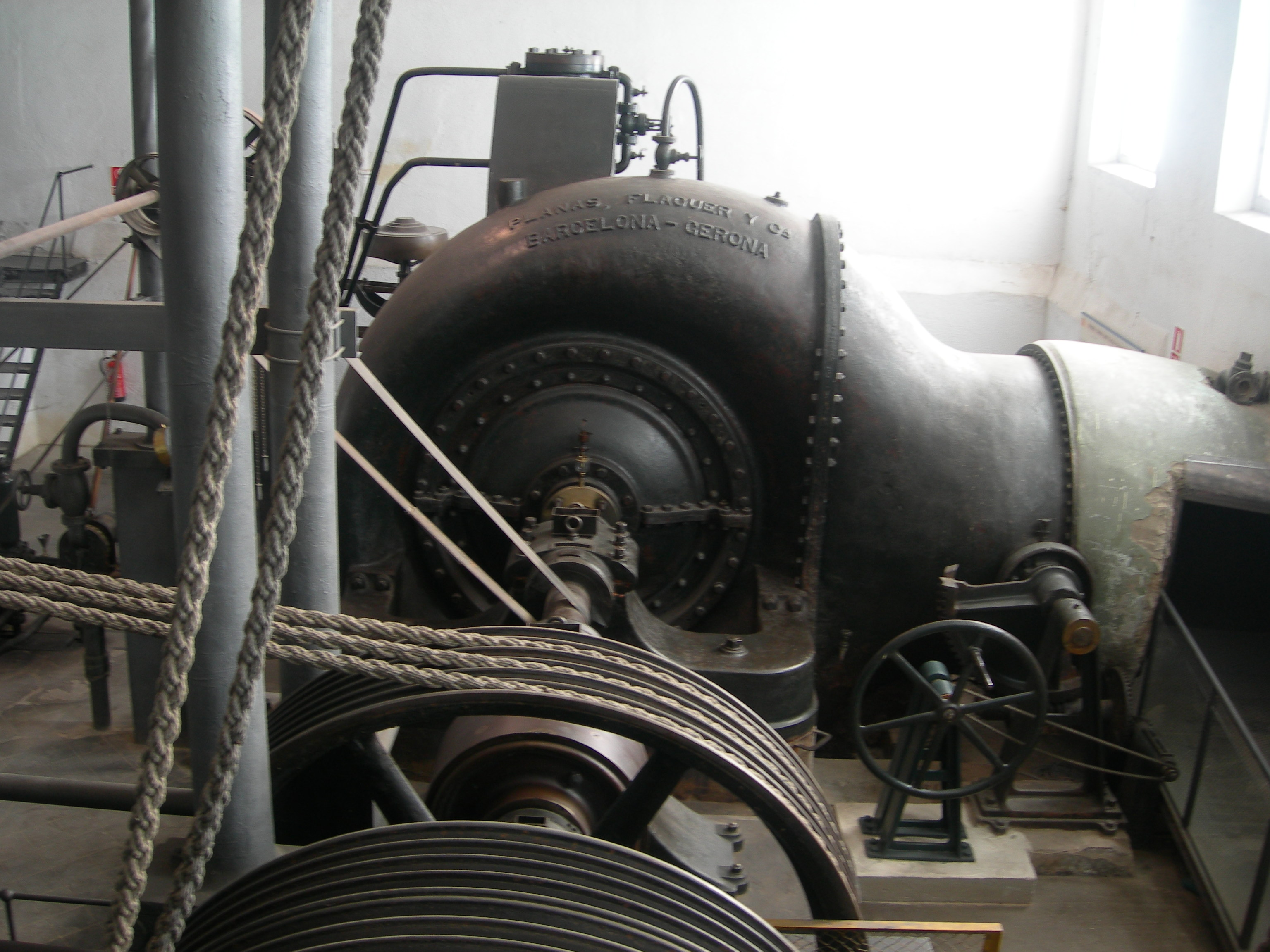
Turbina Planas

Les turbines són màquines destinades a aprofitar i transformar la força produïda per l'acció de l'aigua o d'un gas sobre una roda de pales i el seu conseqüent moviment de rotació. A la majoria d'aquestes turbines la força és originada per un corrent d'aigua, d'aquí que aquestes turbines siguin conegudes com a turbines hidràuliques, com era el cas de les de la Colònia Sedó.
La turbina més gran de la Colònia Sedó, que actualment és la peça central del Museu, és del tipus Francis; construïda l'any 1899 per la casa gironina "Planas, Flaquer y Cia.", va ser la més gran de les construïdes durant la seva època a tot l'Estat Espanyol. La turbina Planas continuava fent anar els embarrats per la simple força mecànica de la rotació del seu eix, a través de cordes i politges, però ben aviat s'hi va acoblar una dinamo, primer, i més endavant un alternador que va permetre poder produir corrent elèctric altern.

### La colònia obrera

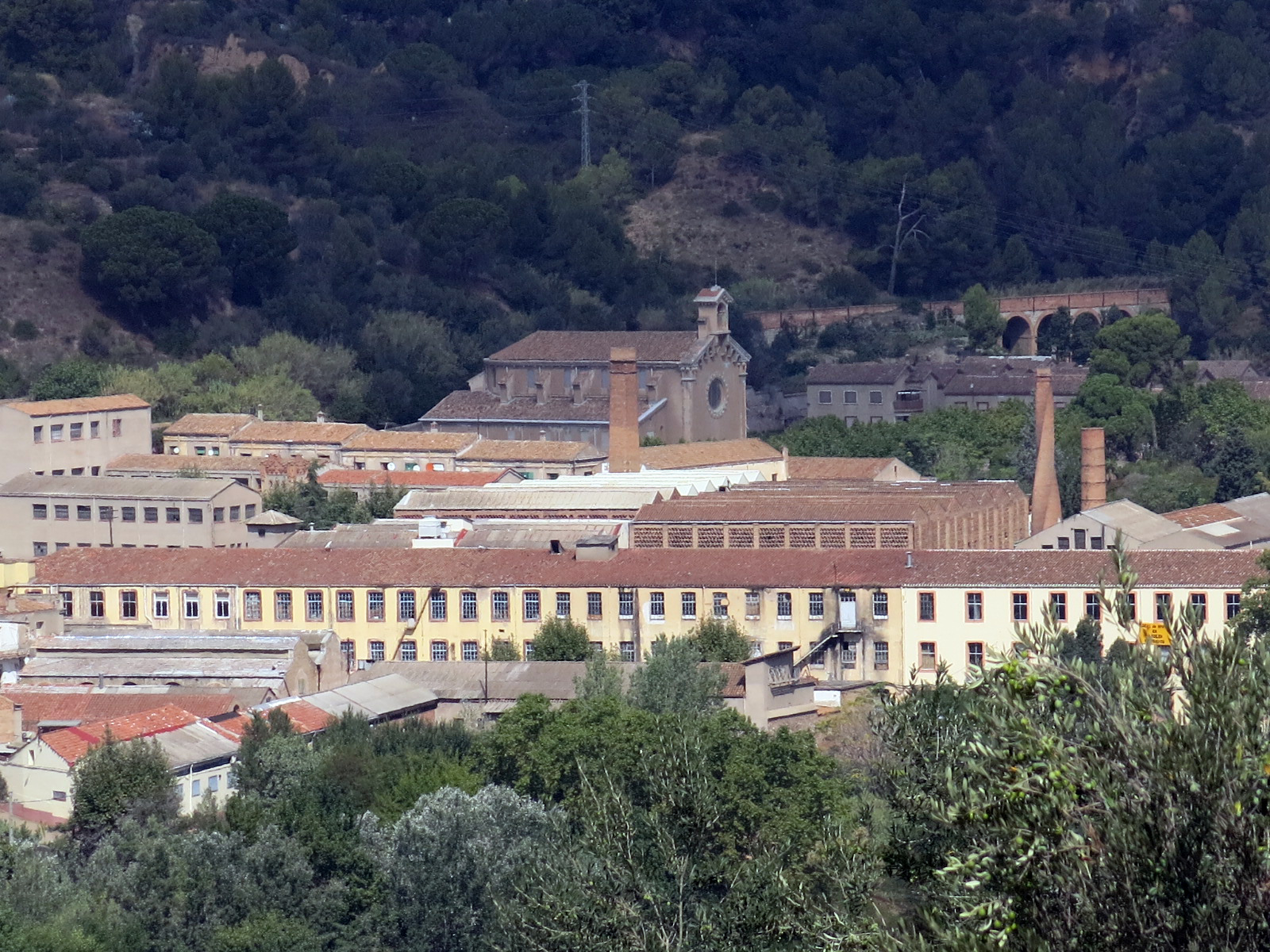
Detall de la fàbrica i, al fons, l'església de la colònia obrera

Tot el conjunt de la colònia obrera estava situat al costat mateix de la fàbrica i s'estructurava en blocs allargats d'habitatges de planta baixa i dos pisos que formaven set carrers paral·lels entre si. Al mig d'aquests carrers paral·lels hi havia l'església i, a banda i banda d'aquesta, les escoles. Entre les cases obreres i la fàbrica hi havia la casa de l'amo, amb un extens jardí i, en un altre extrem, la fonda, els safareigs i altres serveis.
La majoria dels empleats de la Colònia Sedó que, inicialment, habitaven els pisos obrers eren originaris de petites poblacions i comarques de Barcelona i Tarragona, tot i que, de mica en mica, anà arribant gent de l'Aragó i, ja avançat el segle xx, d'Andalusia. Tots aquests obrers tenien en comú el seu origen rural i la formació de famílies força nombroses. En aquests pisos de menys de 60 metres quadrats hi vivien 6 persones de mitjana, però es donaven casos de fins a 10 i 11 persones. Aquesta limitació d'espai físic de l'habitatge obrer contrastava amb els grans salons de la casa de l'amo i, encara més, amb el gran espai destinat a jardí privat.